# Liste des romans Tomb Raider
Cet article est une liste des romans adaptés de la franchise Tomb Raider et de sa série dérivée Lara Croft.

## Liste de romans

### SérieCore Design
Cette série se déroule dans l'univers de la première incarnation de la franchise, notamment de celle des jeux développés par l'éditeur Core Design. Le premier volume se déroule d'ailleurs après la fin de La Révélation finale et se termine lors de l'arrivée de Lara Croft à Paris avant le début de L'Ange des ténèbres et explique donc comment Lara a survécu. Les deux autres volumes se déroulent après le sixième jeu. 
Ces romans ont été édités par Fleuve noir en France.
1. Tomb Raider et l'Amulette du Pouvoir (The Amulet of Power) de Mike Resnick (2003)
2. Le Culte des Anciens (The Lost Cult) de E. E. Knight (2004)
3. L'Homme de Bronze (The Man of Bronze) de James Alan Gardner (2004)

### SérieCrystal Dynamics
Cette série se déroule dans l'univers du reboot de 2013 de la franchise. Comme la première série, elle se déroule entre les événements de chaque jeux.
En France, cette série est éditée par Hachette Livre.
1. Les Dix Mille Immortels (The Ten Thousand Immortals) de Dan Abnett et Nik Vincent (2014)
2. Shadow of the Tomb Raider: Path of the Apocalypse de S. D. Perry (2018)

### SérieLara Croft
Cette série se déroule dans l'univers de la série dérivée Lara Croft et fait donc partie de la continuité de la première incarnation de la franchise. 
Elle est inédite en France. 
1. Lara Croft and the Blade of Gwynnever de Dan Abnett et Nik Vincent (2016)

### Novélisations
Ces romans sont des novélisations des films adaptés de la franchise au cinéma.
Ils ont été édités par J'ai lu en France.
1. Lara Croft: Tomb Raider (Lara Croft: Tomb Raider) de Dave Stern (2001)
2. Lara Croft : Tomb Raider, le berceau de la vie (Lara Croft Tomb Raider: The Cradle of Life) de Dave Stern (2003)